# Agrilus blandulus
Agrilus blandulus é uma espécie de inseto do género Agrilus, família Buprestidae, ordem Coleoptera.
Foi descrita cientificamente por Guérin-Ménéville, 1844.